# Die Spinnen: Das Brillantenschiff
Die Spinnen: Das Brillantenschiff is een Duitse avonturenfilm uit 1919 onder regie van Fritz Lang.

## Verhaal
Kay Hoog neemt het op tegen Lio Sha, de leidster van de criminele organisatie Die Spinnen. Lio Sha wil een diamant vinden, die de eigenaar de heerschappij belooft over Azië. De eigenlijke bezitter van de diamant, weet echter nog steeds niets af van het bestaan ervan.

## Rolverdeling
| Acteur       | Personage       |
| ------------ | --------------- |
| Carl de Vogt | Kay Hoog        |
| Ressel Orla  | Lio Sha         |
| Georg John   | Dr. Telphas     |
| Lil Dagover  | Zonnepriesteres |